# Isarachnactis magnaghii
Isarachnactis magnaghii is een Cerianthariasoort uit de familie van de Arachnactidae. De wetenschappelijke naam van de soort is voor het eerst geldig gepubliceerd in 1928 door Calabresi.